# Labuty
Labuty (in tedesco Labud) è un comune della Repubblica Ceca facente parte del distretto di Hodonín, in Moravia Meridionale.